# .my
.my este un domeniu de internet de nivel superior, pentru Malaezia (ccTLD).